# Oude Kinkerbrug
De Oude Kinkerbrug (brug 169) is een vaste brug in Amsterdam-Centrum.
De brug vormt de verbinding tussen de Elandsgracht en de Kinkerstraat. Ze overspant de daartussen liggende Singelgracht. Ten noordoosten van de brug ligt de Appeltjesmarkt, ten zuidoosten het Hoofdbureau van politie Amsterdam uit 1941. In de nabijheid ligt ook parkeergarage Europarking.

## Geschiedenis
In 1890 werd hier een brug neergelegd in verband met de uitbreiding van de stad. De ijzeren liggerbrug uit de koker van Willem Springer had al een stevig karakter want er moest een paardentram overheen.  In 1904 moest de brug verstevigd worden, want voortaan zou hier een elektrische tram rijden. De aan de westkant liggende Kinkerbuurt werd snel volgebouwd en al snel kwam er de roep om een nieuwe bredere brug. Bij de brug uit 1890 moest namelijk het groeiend autoverkeer over de tramrails rijden, ze was nauwelijks 10 meter breed. Bovendien sloot de brug niet recht aan op de Kinkerstraat. In 1948 maakte bruggenarchitect Piet Kramer van de Publieke Werken een ontwerp voor een nieuwe vaste brug. Toch zou het nog zes jaar duren voordat er begonnen werd met de aanleg. Tegelijkertijd met de brug werd de gehele omgeving aangepakt. Er kwam een transformatorhuisje, een gasregelruimte, een bovengronds urinoir en een nooduitlaat van het riool. Bovendien werd de loop van de Singelgracht gewijzigd. De gehele buurt werd aangepast, om ruimte te maken voor het Busstation Marnixstraat. Op 18 april 1955 werd de bestaande brug afgesloten voor het verkeer, ook voor de tramlijnen 7 en 17. Er kwam een noodbrug voor voetgangers en fietsers, maar die diende veelal ook als tribune voor nieuwsgierigen. Begin mei 1956 werd een Amsterdams fenomeen gespot door De Waarheid. De tramrails en het asfalt daartussen waren al gelegd, maar de brug was nog niet voor het verkeer geopend, de rijweg lag nog open. Fietsers maakten echter gebruik van de mogelijkheid om via het asfalt de overkant te bereiken in plaats van over de nog aanwezige noodbrug te rijden. Op 26 mei 1956 was de brug in zoverre klaar dat de trams hun oude route weer konden oppakken.
De brug is vernoemd naar de Kinkerstraat, die op haar beurt weer vernoemd is naar Johannes Kinker, vooral om zijn schrijverskwaliteiten (in de omgeving zijn meer straten naar schrijvers genoemd). De toevoeging "oude" geeft het onderscheid aan met de Kinkerbrug (brug 266), die aan het andere eind van de Kinkerstraat ligt, over de Kostverlorenvaart. De bruggen wisselen steeds stuivertje voor wat betreft leeftijd. De eerste versie van de Oude Kinkerbrug lag hier in dus in 1890, de Kinkerbrug dateert van 1913. De Kinkerbrug werd in 1936 vernieuwd, de Oude Kinkerbrug in 1956. Vanaf toen was de brug dus de jongste, totdat een grootscheepse renovatie van de Kinkerbrug in 2003 de tijdlijn weer herstelde.

## Uiterlijk
Piet Kramer kwam met een brug in de stijl van de Amsterdamse School met de afwisseling bak- en natuursteen. Bovendien mochten er hier ook weer siersmeedijzeren balustrades komen. De brug kent (alhoewel goed verstopt achter het bushuis) aan de kant van het busstation voorts een terraszitje. Wat ontbreekt zijn een brugwachtershuisje (niet nodig) en beeldhouwwerken van Hildo Krop. Voor dat laatste werden wel vier granieten kolommen neergezet. Het is niet bekend waarom men destijds afzag van bewerking, de meest aannemelijke reden is dat het geld op was. Pas in 1987 werd opdracht gegeven om de brug te voorzien van kunstwerken. Ditmaal mocht Ton Kalle aan het werk; hij kwam met vier cirkelvormige elementen die op de kolommen werden gelegd.   

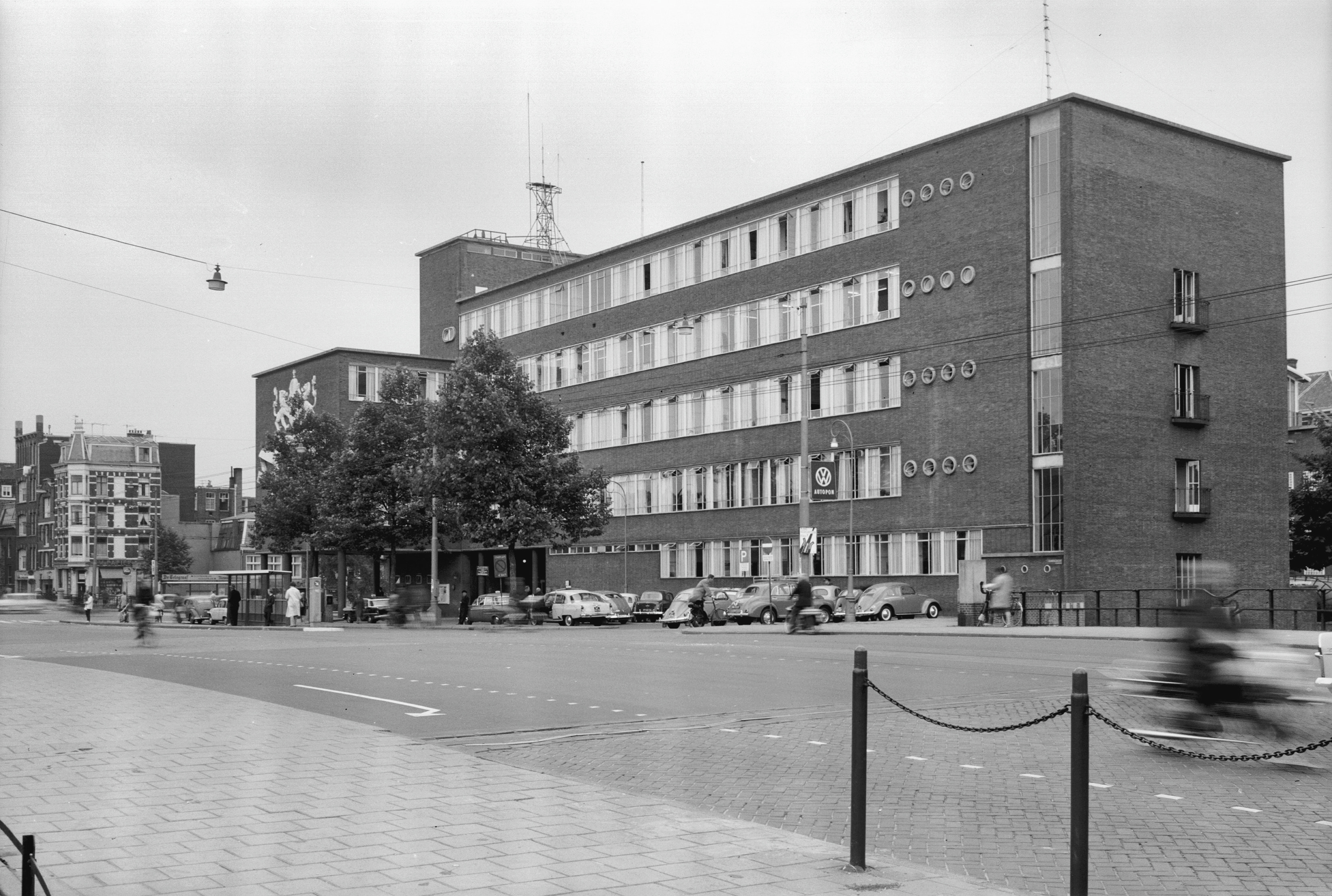
Rechts: balustrades van de brug in 1963
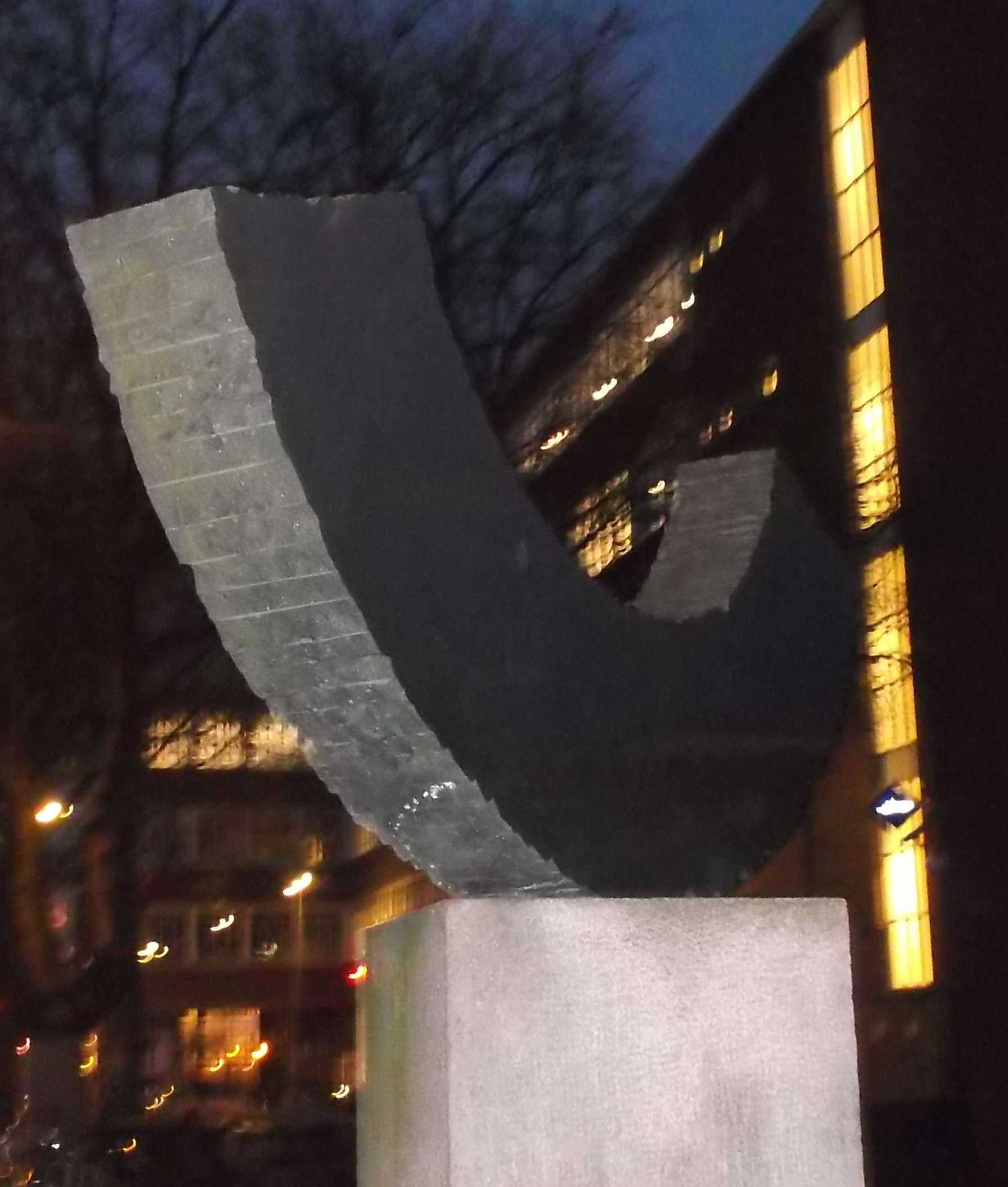
Plastiek van Ton Kalle
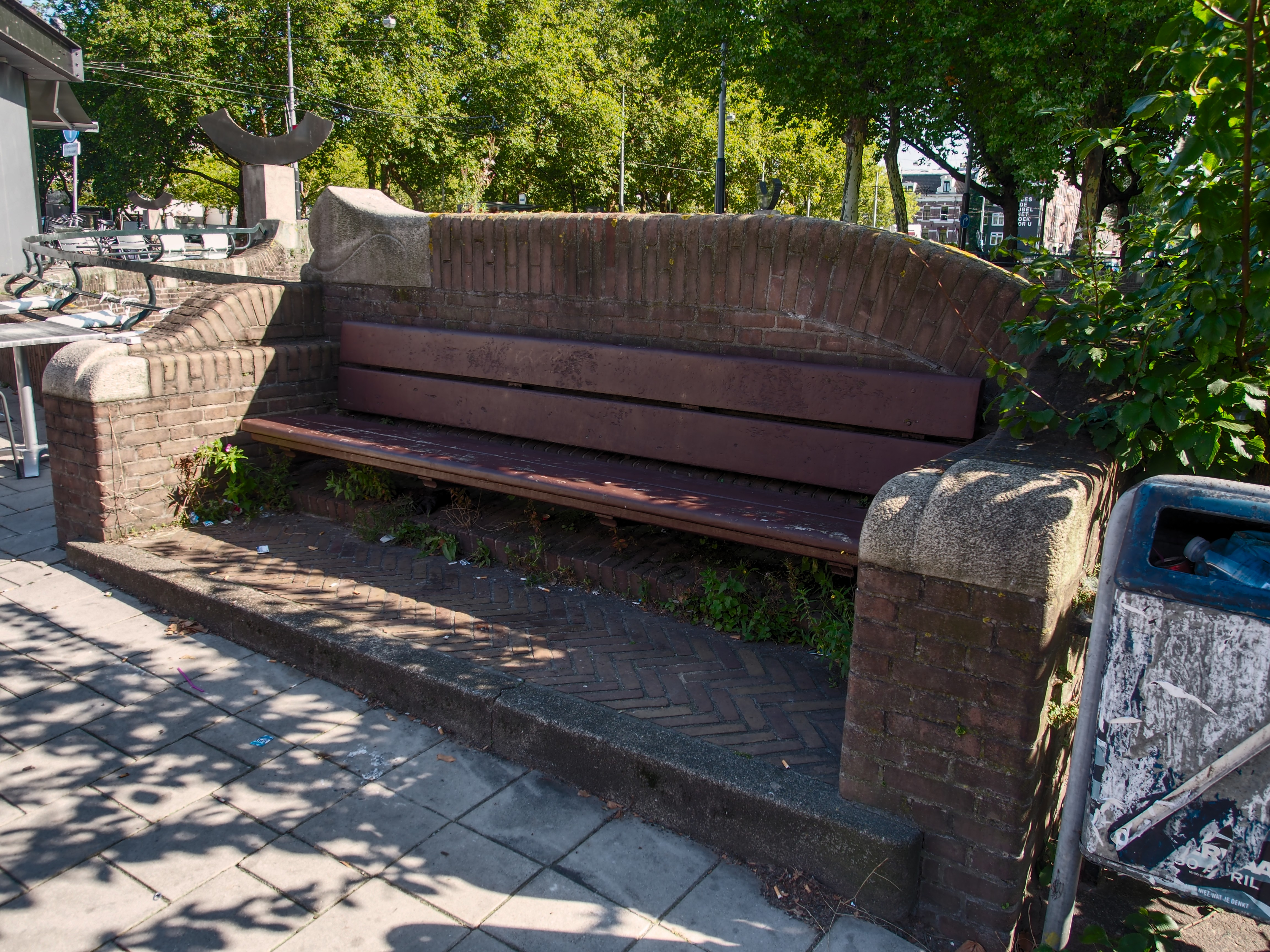
Zitbank in stijl Amsterdamse School (2018)
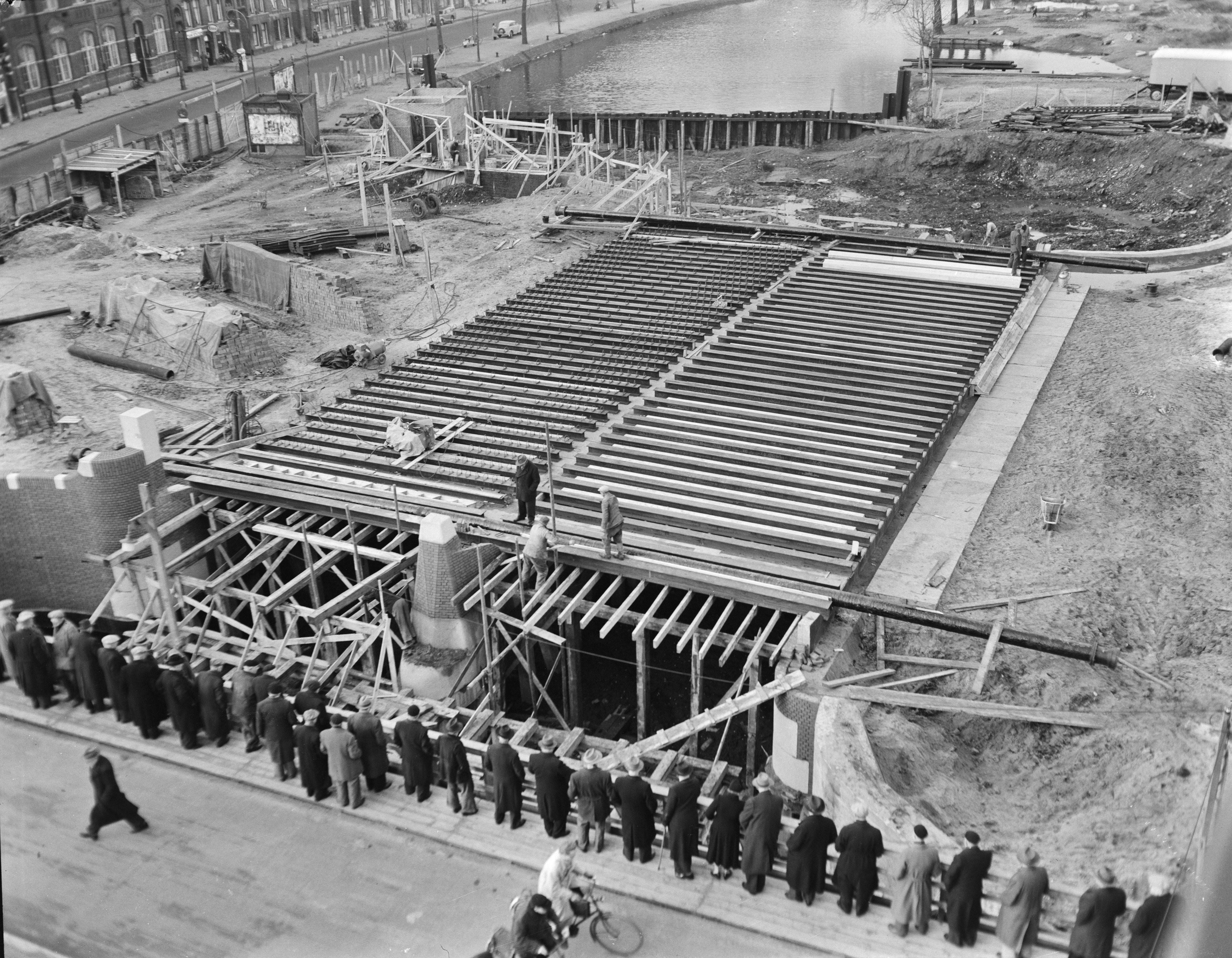
Bouw van de brug, januari 1956

<<< · 100 · 101 · 102 · 103 ·  105 · 106 · 107 · 108 · 109 ·  110 · 111 · 112 · 113 · 114 · 115 · 116 · 117 · 118 · 119 · 120 · 121 · 122 · 123 · 124 · 125 · 126 · 127 · 128 · 129 · 130 · 131 · 132 · 135 · 136 · 137 · 138 · 139 · 140 · 141 · 142 · 143 · 144 · 145 · 146 · 147 · 148 · 149 ·  150 · 151 · 152 · 155 · 156 · 159 · 160 · 161 · 162 · 163 · 164 · 165 · 166 · 167 · 168 · 169 ·  170 · 171 · 172 · 173 · 174 · 175 · 176 · 177 · 178 · 179 · 180 · 181 · 182 · 183 · 184 · 185 · 186 · 187 · 189 · 190 · 191 · 192 · 193 · 194 · 195 · 196 · 198 · 199 · >>>
Brugnummers 104, 133, 134, 153, 154, 157, 158, 188 en 197 zijn niet (meer) in gebruik.